# Maximilian Rüthlein
Maximilian Rüthlein ist ein deutscher Schauspieler.

## Leben und Wirken
Rüthlein hatte Bühnenengagements u. a. am Renaissance-Theater, z. B. 1983 in dem Stück Der aufhaltsame Aufstieg des Arturo Ui von Heribert Sasse. Sein Debüt vor der Kamera gab er im Fernsehspiel Altersgenossen und war daraufhin häufig in Fernseh- und Filmproduktionen vertreten. Für Dieter Hallervorden spielte er in dessen Filmen Didi und die Rache der Enterbten, Der Schnüffler und Didi auf vollen Touren und seiner Fernsehserie Die Nervensäge mit.
Rüthlein bildete in den vergangenen Jahren auch Schauspieler und Sprecher aus.

## Filmografie
- 1969: Alma Mater
- 1970: Ein Mädchen
- 1978: Zeit zum Aufstehn (TV-Reihe)
- 1980: Possession
- 1981: Onkel & Co.
- 1982: Kein Land
- 1983: Der Schnüffler
- 1984; Didi – Der Doppelgänger
- 1984: Didi und die Rache der Enterbten
- 1984: Mrs. Harris – Freund mit Rolls Royce
- 1985: Gotcha! – Ein irrer Trip
- 1986: Kranke Männer lt. DRA Online-Dienste
- 1986: Didi auf vollen Touren
- 1986: Liebling Kreuzberg, Folge Kleine Fische
- 1988: Die Senkrechtstarter
- 1989: Otto – Der Außerfriesische
- 1989: Molle mit Korn (TV-Serie)
- 1995: Wir sind auch nur ein Volk (TV-Serie)

## Hörspiele (Auswahl)
- Peterchens Mondfahrt (MusiCassetten & Schallplatten Karussell 1983, Regie: Ruth Scheerbarth)
- Kontaktnacht (SFB 1983, Regie: Jonathan Briel, mit Christian Morgenstern)
- Störfunk – Etüde für drei Radios (SFB 1990)
- Der Spitzer (ORF/ORB 1994, Buch: Alexander Götz, Regie: Peter Groeger)